# 卡斯滕塞翁湖

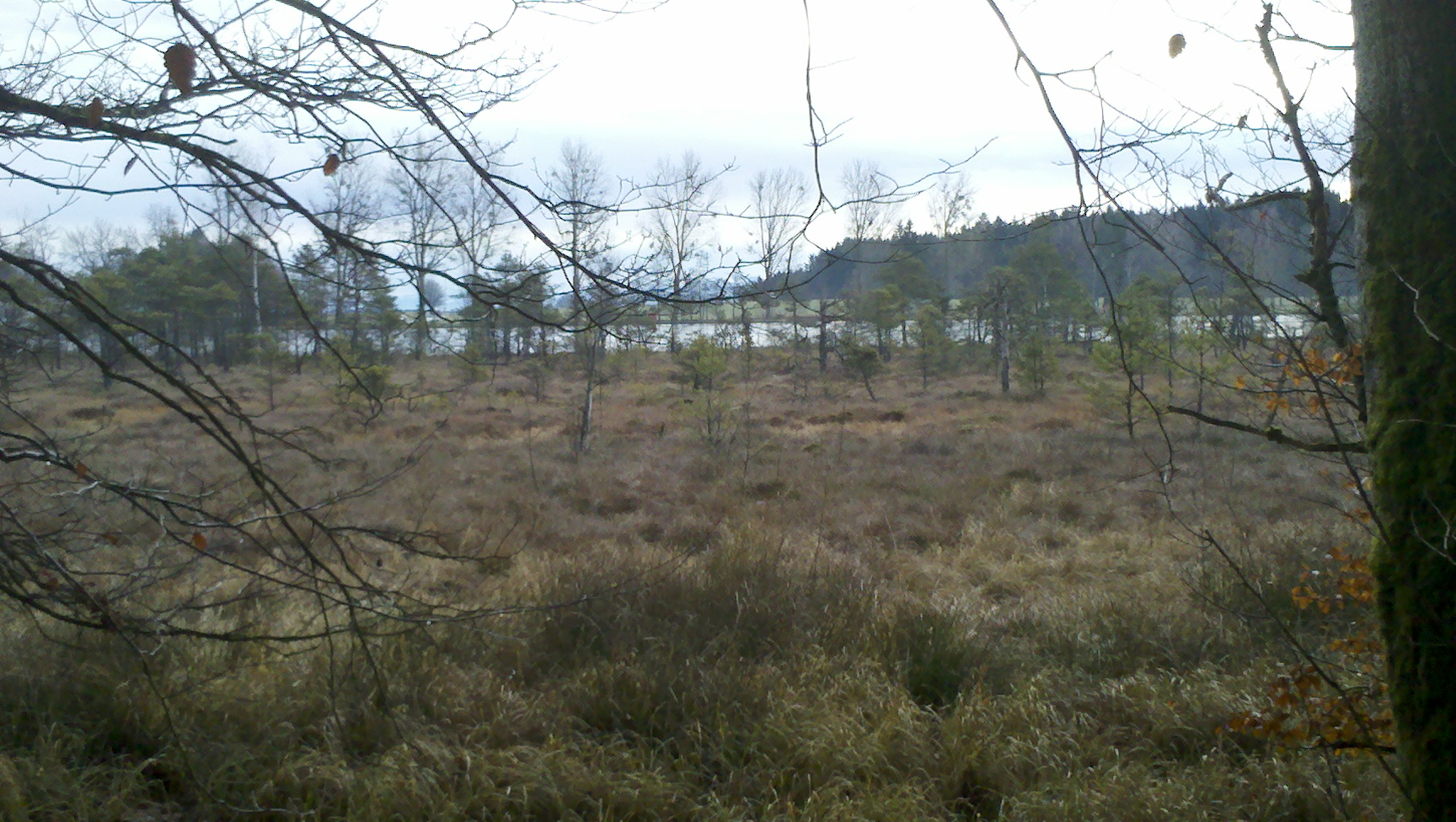

卡斯滕塞翁湖（德語：Kastenseeoner See），是德國的湖泊，位於該國東南部，由巴伐利亞州負責管轄，處於埃伯斯貝格縣，長0.4公里、寬0.2公里，面積0.07平方公里，海拔高度612米，最大水深4米。